# Шода (гора)
Шода (груз. შოდა) — гора на южном склоне Главного Кавказского хребта, образует хребет Шода-Кедела, высота 3609,2 метра. Имеет две вершины, постоянно покрытые снегом. Имеются месторождения альбита — эффектные друзы на песчаниках, горного хрусталя — в полостях кварцевых жил; кварца — жилы альпийского типа в глинистых сланцах и песчаниках, кальцита, хлорита.
У подножия горы проходит Военно-Осетинская дорога.